# Llanddewi Velfrey
Pour les articles homonymes, voir Llanddewi.
Llanddewi Velfrey (en anglais) ou Llanddewi Efelffre (en gallois) est un village et une communauté du Pembrokeshire, au pays de Galles.

## Toponymie
Le nom gallois Llanddewi renvoie à une église (llan) dédiée à David de Ménevie (Dewi). Le deuxième élément en précise l'emplacement : dans le système de subdivisions en vigueur avant la conquête anglaise, l'Efelffre (cy) (nom d'étymologie incertaine, anglicisé en Velfrey) est un cwmwd (subdivision) du cantref de Gwarthaf (en), dans le royaume de Dyfed. La première attestation du nom du village, sous la forme Landwei in Wilfrey, date de 1488.

## Géographie
Llanddewi Velfrey est situé dans le sud-est du Pembrokeshire, à 3 km au nord-est de la ville de Narberth, près de la frontière du comté voisin du Carmarthenshire qui suit en partie le cours de la Tâf. Le chef-lieu du Pembrokeshire, Haverfordwest, se trouve à une vingtaine de kilomètres à l'est.
Le village est traversé par la route A40 (en), axe important qui relie Londres à Fishguard en traversant le pays de Galles méridional d'est en ouest.

## Politique
Pour les élections locales, Llanddewi Velfrey est rattaché au ward (district électoral) de Lampeter Velfrey, qui élit un des 60 membres du conseil de comté du Pembrokeshire (en). Lors des élections locales de 2022, le siège de conseiller est remporté par le candidat indépendant David Simpson.
Pour les élections à la Chambre des communes, Llanddewi Velfrey appartient à la circonscription de Mid and South Pembrokeshire depuis les élections générales de 2024.
Pour les élections au Parlement gallois, Llanddewi Velfrey est rattaché à la circonscription de Carmarthen West and South Pembrokeshire.

## Démographie
Au recensement de 2011, la communauté de Llanddewi Velfrey comptait 393 habitants.
| 1801 | 1811 | 1821 | 1831 | 1841 | 1851 | 1881 |
| ---- | ---- | ---- | ---- | ---- | ---- | ---- |
| 517  | 560  | 678  | 671  | 745  | 739  | 602  |

| 1891 | 1901 | 1911 | 1921 | 1931 | 1951 | 1961 |
| ---- | ---- | ---- | ---- | ---- | ---- | ---- |
| 509  | 510  | 472  | 443  | 410  | 355  | 361  |

| 1971 | 1981 | 1991 | 2001 | 2011 | - | - |
| ---- | ---- | ---- | ---- | ---- | - | - |
| 349  | ?    | ?    | ?    | 393  | - | - |

## Culture locale et patrimoine

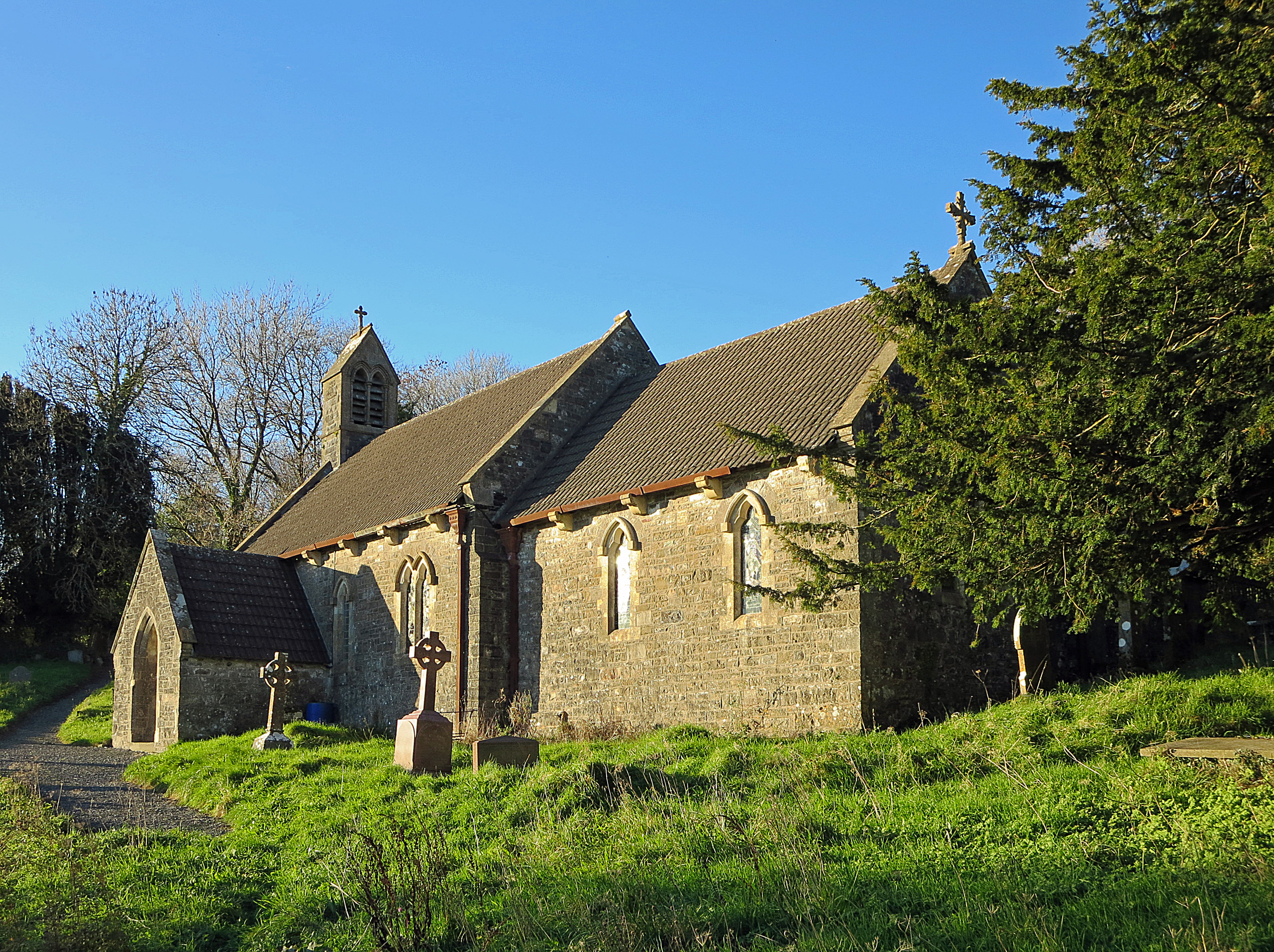
L'église Saint-David de Llandewi Velfrey.

L'église paroissiale de Llandewi Velfrey, dédiée à saint David, remonte au XIIe siècle. Restaurée au XVIIIe siècle, elle occupe une position excentrée par rapport au village moderne, situé plus au nord-est. Elle constitue un monument classé de grade II depuis 1997.
La communauté abrite un monument classé de grade II*. La ferme de Panteg, au sud-est du village, a été construite en 1744 et forme un bon exemple d'architecture georgienne primitive.